# Flers-Breucq
Cet article possède un paronyme, voir Breucq.
Pour le hameau belge, voir Le Breucq.
Flers-Breucq est un quartier de Villeneuve-d'Ascq. Il correspond au hameau éponyme de l'ancien village de Flers-lez-Lille du Nord de la France qui a formé en 1970 avec les communes d’Ascq et d'Annappes la ville nouvelle.

## Toponymie
Il s'agit d'un type toponymique commun dans le Nord de la France : Flers (Somme), Fles 1030, Flers XIIIe siècle), Flers-en-Escrebieux (Nord), Flers (Pas-de-Calais)  et Flers (Orne).
Le mot Flers vient du mot Hlaeri, qui veut dire marécage boisé.
Le mot Breucq vient du mot Breuco, du Franc Brôk, qui a le sens du marécage.

## Géographie

### Délimitations
Le quartier est entouré d'eau : il est délimité par la Marque à l'ouest et au sud-ouest, un bras de la Marque à l'est, le canal de Roubaix au nord et à l'ouest, l'avenue Le Nôtre au nord, l'avenue de Flandre au sud, l'avenue du Sart et la rue de Saint Gobain à l'ouest.

### Quartiers et communes limitrophes
| Wasquehal | Croix                     | Croix               |
| Wasquehal | Flers-Breucq              | Croix               |
| Wasquehal | quartier du Sart-Babylone | quartier du Recueil |

## Histoire
Flers Breucq s'est essentiellement développé au XIXe siècle lors de la révolution industrielle. Les diverses industries installées lors de la révolution industrielle disparaissent progressivement. Il ne reste que les habitats ouvriers typiques.

## Patrimoine et sites remarquables
En 2000, une stèle « Rhin et Danube » a été installée au carrefour de la Planche Épinoy, entre l'avenue de Flandre et la rue du Maréchal de Lattre de Tassigny, en hommage à la libération de la France par la 1re armée.

## Voies de communications et transports
En 1990, il est question que le tracé de la future ligne 2 du métro de Lille passe par le Breucq. Elle passera finalement par le centre de Wasquehal. Le 5 mai 1994 est inauguré le nouveau tramway qui dessert le Breucq.
- La ligne Lille-Roubaix du tramway du Grand Boulevard exploitée par Ilévia, dessert Flers Breucq via les arrêts Le Sart et Planche Epinoy.
- Le quartier est desservi par la ligne 32 du réseau Ilévia.

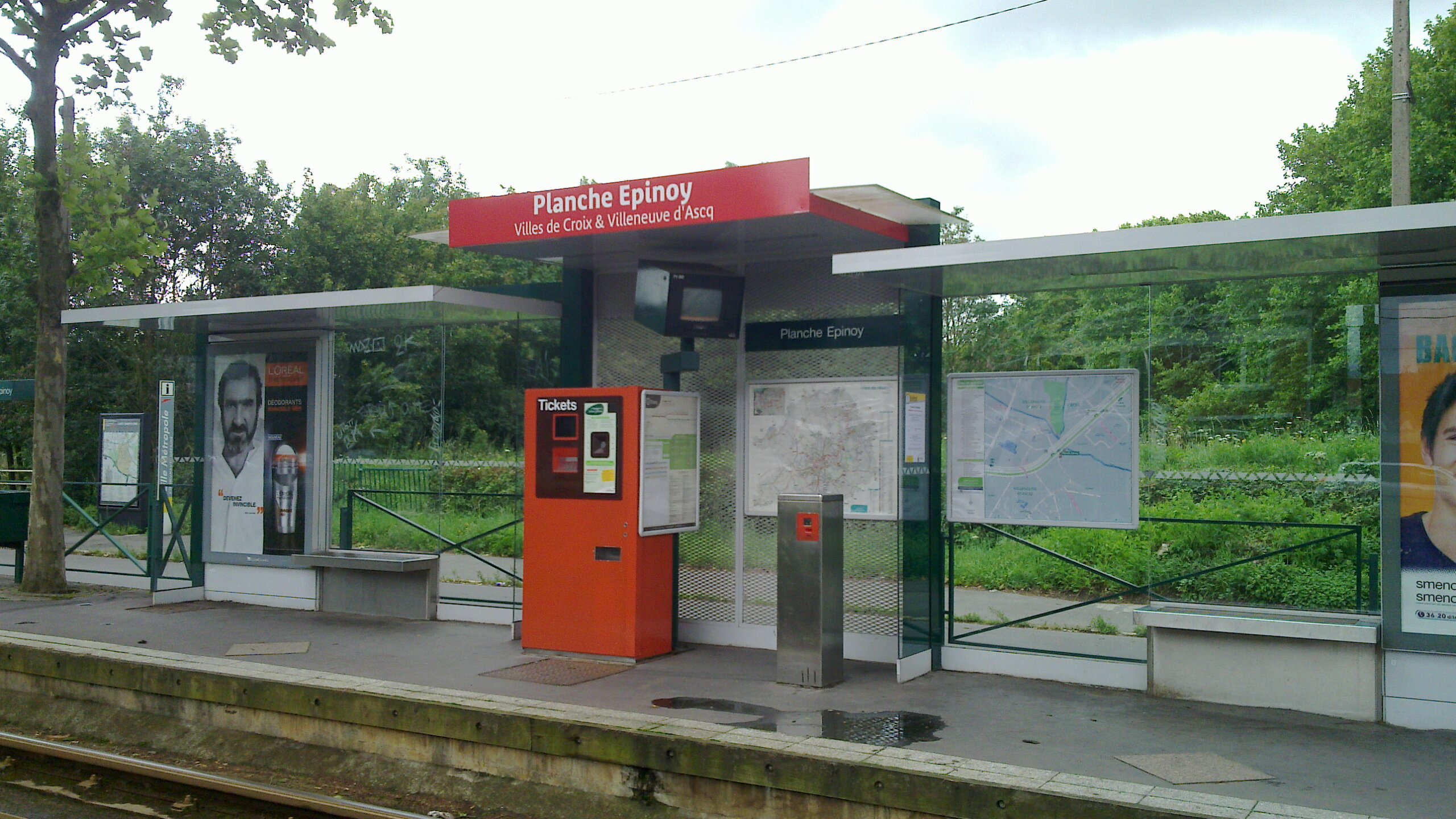
Station Planche Epinoy
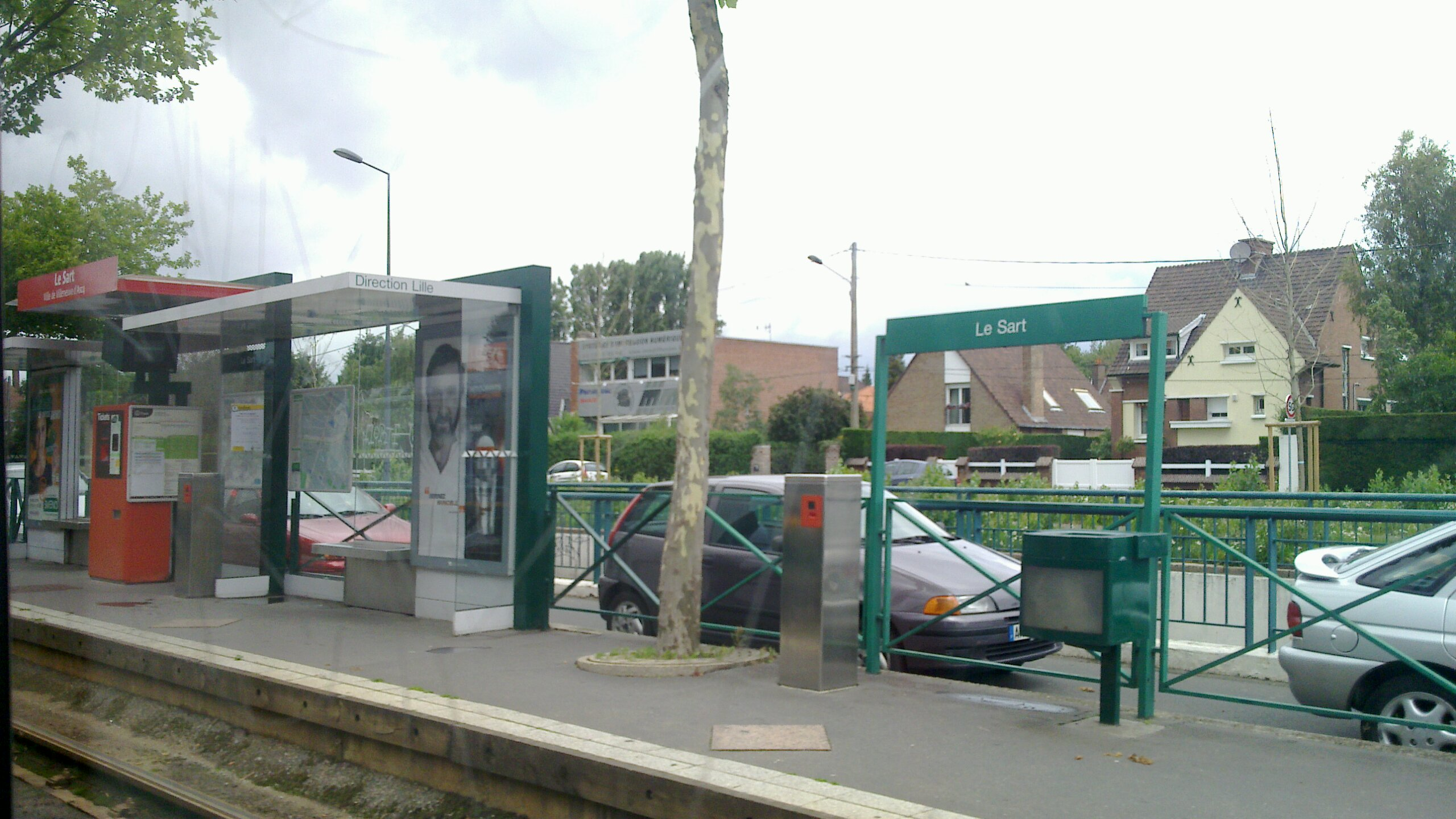
Station Le Sart
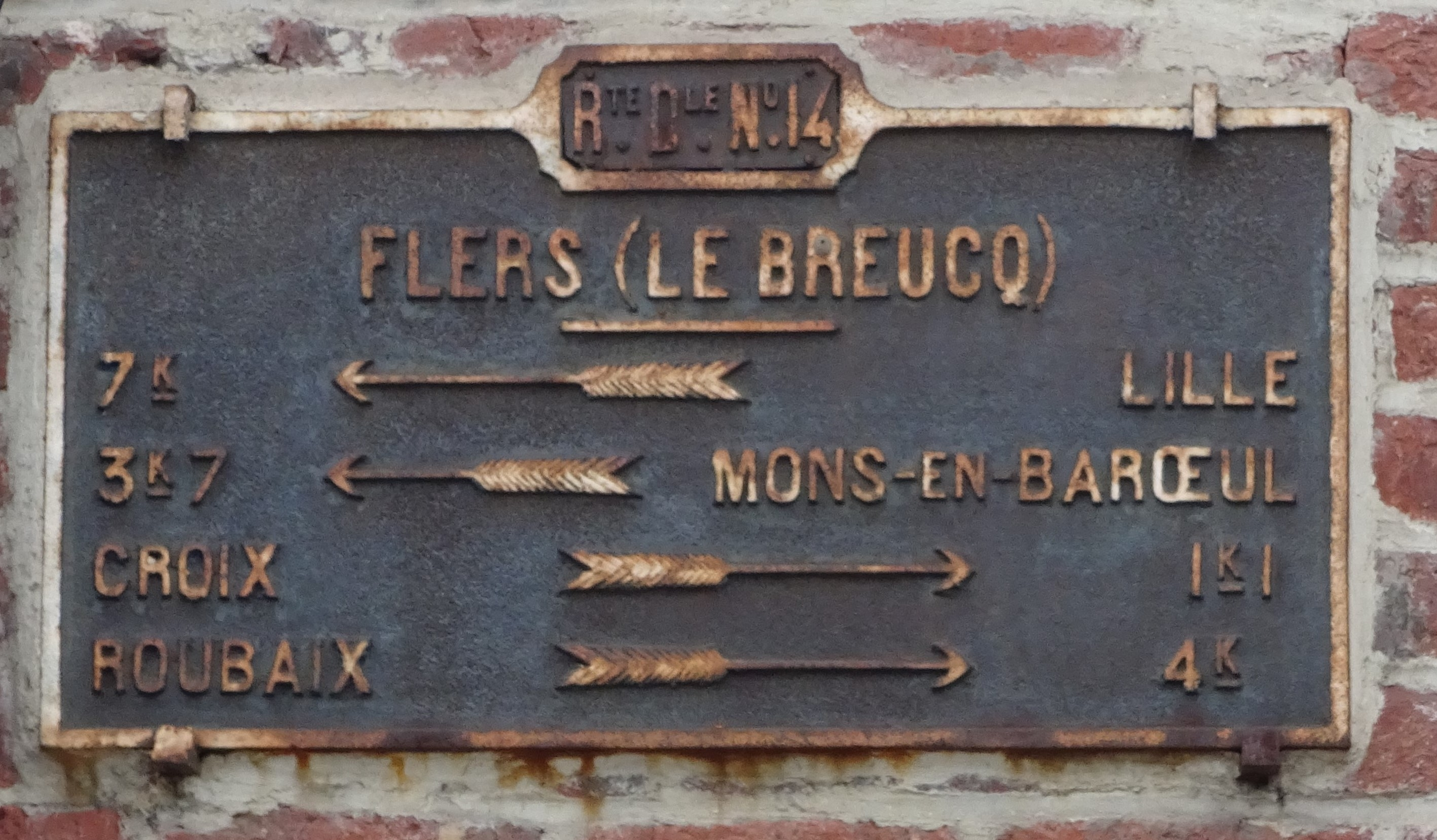
Plaque de cocher du Breucq Route Départementale n° 14